# Diarmait mac Tommaltaig
Diarmait mac Tommaltaig (muerto 833) era un rey de Connacht de la dinastía Uí Briúin de los Connachta.  Era bisnieto de Indrechtach mac Muiredaig Muillethan (muerto 723), un rey anterior. La muerte de su padre Tommaltach mac Murgail en 774 aparece en los anales donde es llamado rey de Mag nAi. Sucedió a su hermano Muirgius mac Tommaltaig (m, 815).  Pertenecía a los Síl Muiredaig dentro de los Uí Briúin.  Gobernó de 815 a 833.
Su hermano había sido un rey exitoso que impulsó el poder local de Connacht. Diarmait tuvo que enfrentar  opositores en su sucesión. En 816 derrotó a los Uí Fiachrach Muaidhe (una dinastía rival del Condado de Mayo que había ocupado el trono por última vez en 773) y saqueó Foibrén en el territorio de Grecraige (vasallos de los Uí Fiachrach Muaidhe). Los anales señalan que mucha gente común fue asesinada en este ataque.
Entonces en 818 impuso su autoridad sobre los Uí Maine (el tercer grupo de población de Connacht en los Condados Galway y el sur de Roscommon) con una victoria en la Batalla de Forath en el territorio de los Delba Nuadat (vasallos de Uí Maine en el sur de Roscommon). Su rey Cathal mac Murchada murió. Máel Cothaid mac Fogartaig de la dinastía de Síl Cathail de los Ui Briun aparece junto a Diarmait como vencedores de la batalla y son llamados Reyes del Uí Briúin, implicando que Diarmait que pudo haber compartido el mando al principio.
En 822 Diarmait derrotó a sus rivales entre los Uí Briúin en la Batalla de Tarbga. Dúnchad hijo de Maenach, y Gormgal hijo de Dúnchad murieron. En esta batalla los Uí Maine lucharon junto a Diarmait. Los anales registran otra batalla entre los Connachta en 824 en la que muchos murieron. No hay constancia de oposición posterior a Diarmait después de esto.
En 818 el Obispo de Armagh, Artrí hijo de Conchobor, vino a Connacht con el relicario de San Patricio.  Regresó en 825 para imponer la ley de Patricio sobre los tres Connachta. Estas acciones ayudarían a establecer la legitimidad de Diarmait .
En 829 el Rey Supremo Conchobar mac Donnchada (muerto en 833), con los hombres de Mide (Meath), atacó Connacht y derrotó a los Connachta en batalla. En 830, el Rey de Munster, Feidlimid mac Crimthainn (muerto 847), invadió y aplastó a los Uí Briúin Seola. Estas acciones ocurrieron durante una breve alianza de estos dos reyes que pronto entraron en guerra entre sí.
Fue sucedido por su sobrino Cathal mac Muirgiussa.